# 維亞多勒羅沙
31°46′45.84″N 35°13′55.46″E / 31.7794000°N 35.2320722°E
維亞多勒羅沙（拉丁語：Via Dolorosa），因为原本就有「受苦難的道路」的意思又译为苦路，是耶路撒冷舊城的一条街道，耶穌曾經背着十字架前往十字架受死的路。現在的路線自18世紀確立，取代好些早期的版本。今日有九處苦路為標記；自15世紀起共有十四處苦路，其餘五處苦路在聖墓教堂內。這條路線是一個朝聖地點。
天主教各圣堂或朝圣地皆有模仿於此的庭园或画像，信友们按照顺序，一处一处地祈祷，此祈祷活动称之为拜苦路。

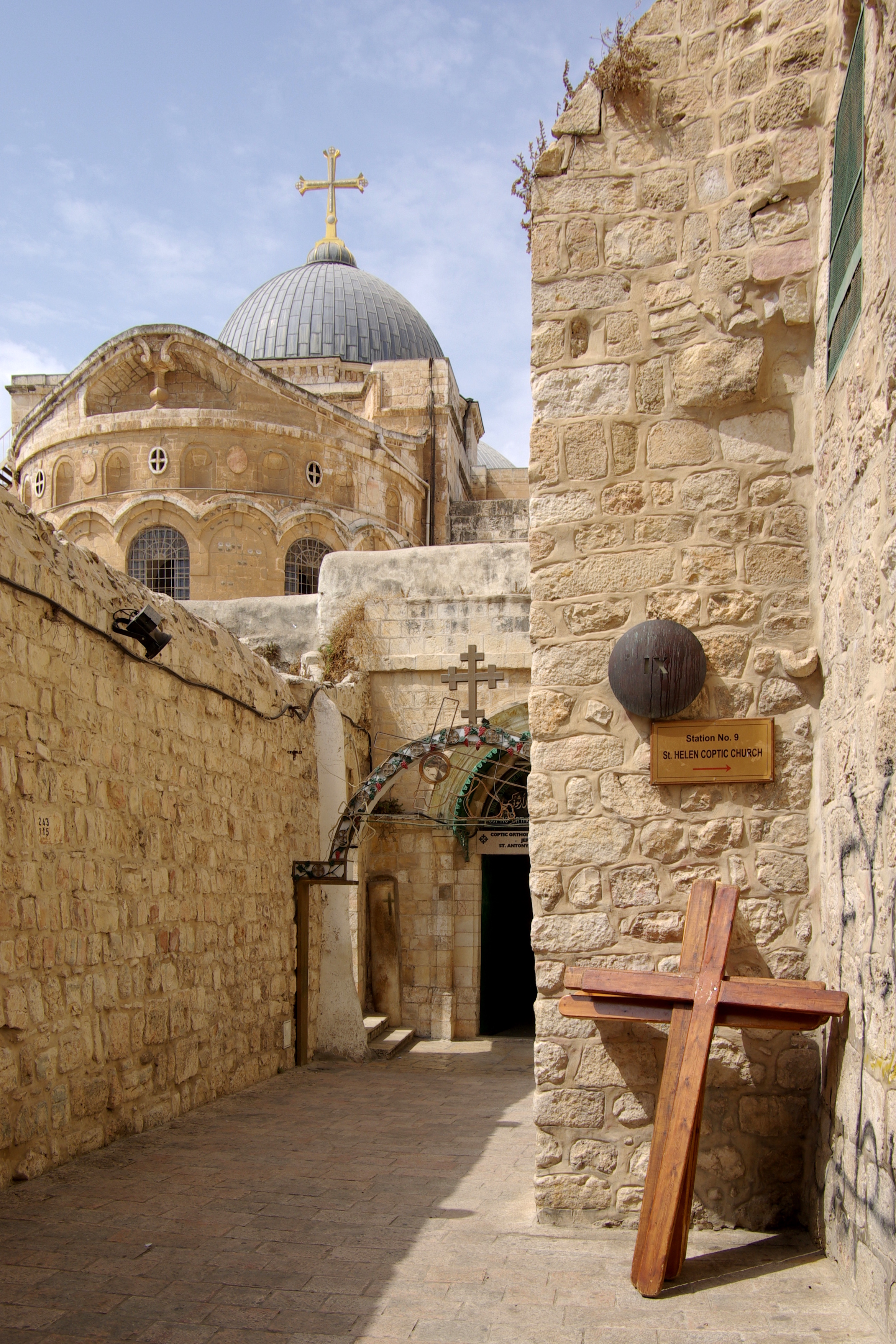
維亞多勒羅沙第9站

## 外部連結

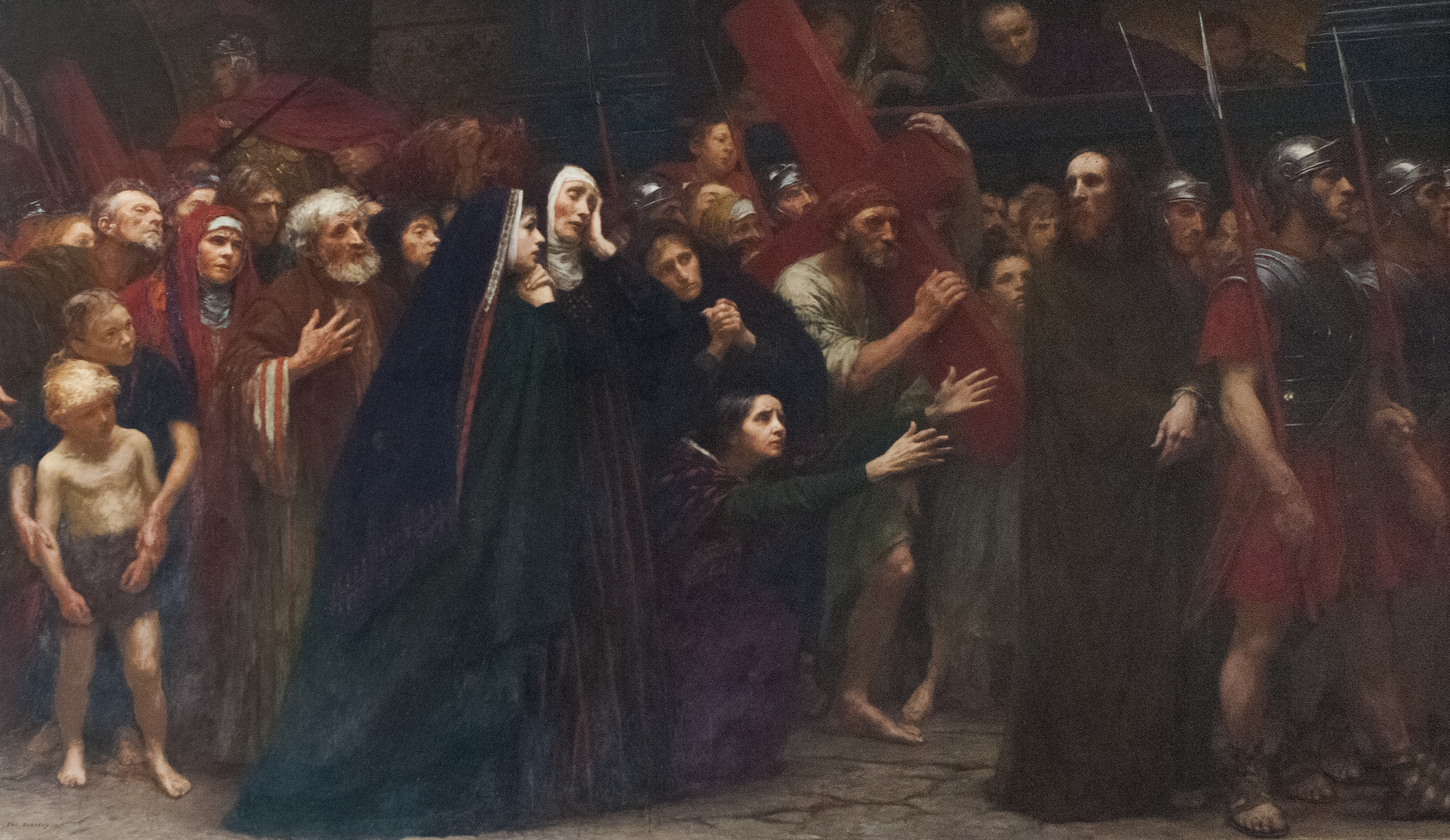
維亞多勒羅沙，Eugène Burnand作品，1904年

- Jerusalem Photos Portal （页面存档备份，存于） Via Dolorosa
- Jerusalem Pedia （页面存档备份，存于） The Via Dolorosa, Jerusalem
- Photo gallery of Via Dolorosa and the Stations of the Cross （页面存档备份，存于）
- Jerusalem sites (Video, Presentations, Galley, Articles, Virtual Tours)